# Sơn Mỹ
Sơn Mỹ là một xã thuộc huyện Hàm Tân, tỉnh Bình Thuận, Việt Nam.
Xã Sơn Mỹ có tổng diện tích tự nhiên 47,63 km², dân số năm 2020 là 8075 người, mật độ dân số đạt 170 người/km².
Xã Sơn Mỹ nằm phía Tây Nam huyện Hàm Tân, được thành lập tháng vào tháng 9/1979 trên cơ sở hợp nhất từ xã Tân Sơn và xã Tân Mỹ theo Nghị định số 104 ngày 13/3/1979 của Chính phủ.
Vị trí địa lý Địa hình:
- Phía Bắc: Giáp xã Tân Xuân, huyện Hàm Tân, tỉnh Bình Thuận
- Phía Nam: Giáp biển Đông
- Phía Đông: Giáp xã Tân Phước, thị xã La Gi, tỉnh Bình Thuận
- Phía Tây: Giáp xã Tân Thắng, huyện Hàm Tân, tỉnh Bình Thuận

 Xã được chia làm 04 thôn, dân cư phần lớn sống dọc theo Quốc lộ 55, cách trung tâm huyện 28 km, cách thị xã La Gi 9 km và có 5 km đường biển. Đây thực sự là một thế mạnh để Sơn Mỹ phát triển kinh tế, trao đổi hàng hóa cũng như phát triển dịch vụ du lịch.
Xã Sơn Mỹ có dạng địa hình chính là vùng đồi cát lượn sóng chạy dài từ Đông sang Tây, độ cao trung bình 40 – 50 m, đỉnh cao nhất 164 m.
Tổng dân số 8075 khẩu với 1795 hộ, mật độ dân số trung bình của toàn xã là 170 người/km2. Số người trong độ tuổi lao động là 3.106 người.